# هیمالیای غربی

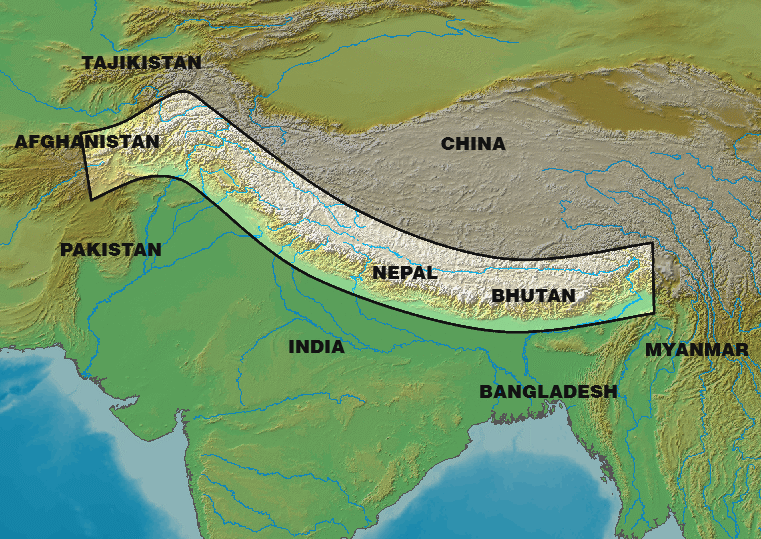
نقشه از کل هیمالیا

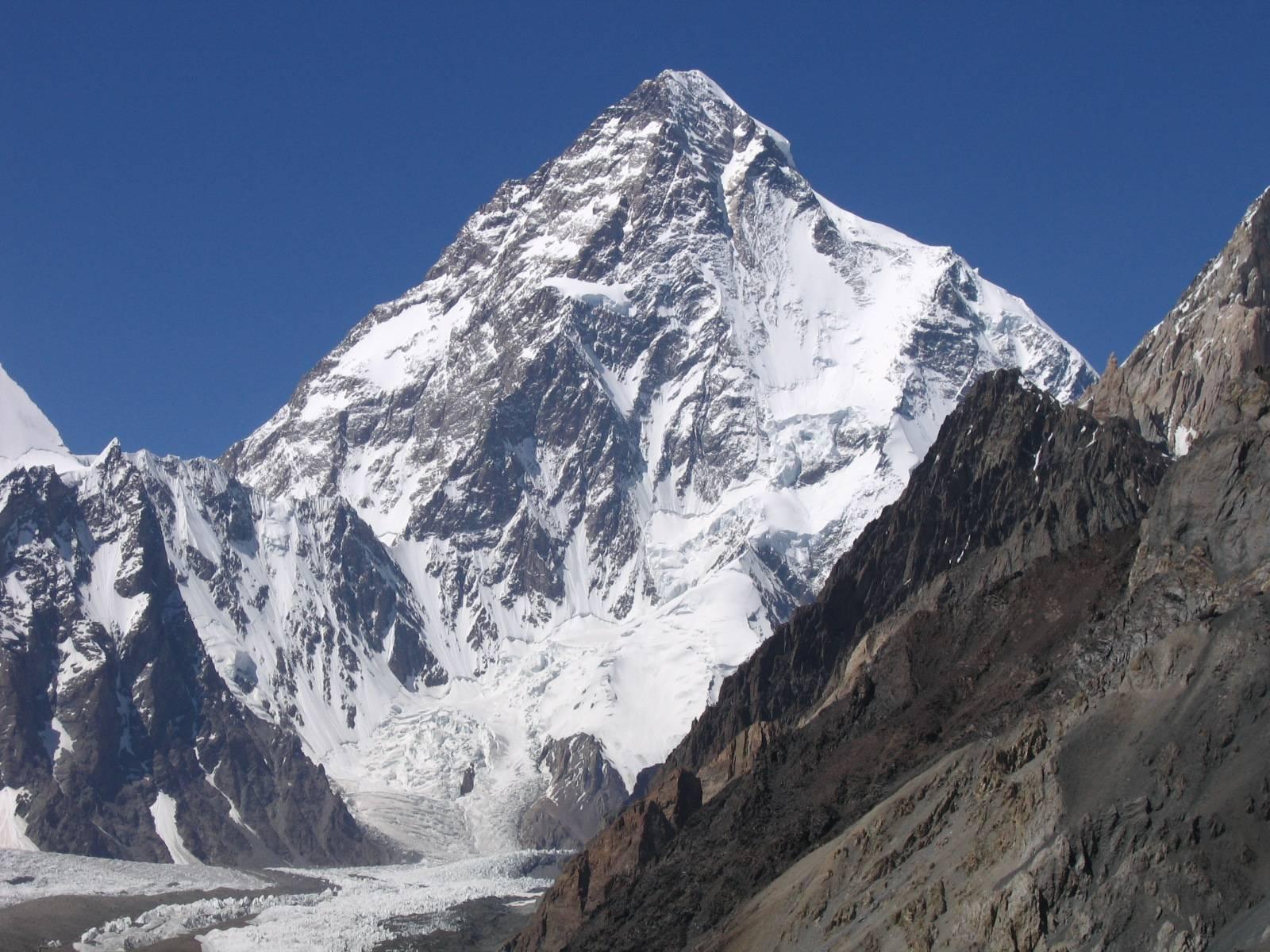
K2 Mountain, در غرب هیمالیا.

هیمالیای غربی و نیز غرب همیالیا یا هیمالیای پنجاب اشاره به نیمه غربی رشته کوه هیمالیا می‌کند که از منطقه بدخشان در شمال شرقی افغانستان و جنوب تاجیکستان شروع شده و از طریق کشمیر به نپال ختم می‌شود. تمام پنج شاخه رودخانه سند در منطقه پنجاب (جهلم، چناب، راوی (رودخانه)، بیاس و سوتلج) از غرب هیمالیا سرچشمه می‌گیرند.